# Scottish National Liberation Army
El Ejército Escocés de Liberación Nacional (SNLA por sus siglas en inglés), a veces denominado los terroristas de tartán, fue un grupo paramilitar que tuvo como objetivo lograr independencia escocesa. Fue proscrito por el gobierno del Reino Unido . Según las fuentes, fue fundado por Adam Busby, un ex soldado de Paisley después del referéndum de devolución de 1979, que según la organización fue arreglado.
Algunos afirman que  el SNLA es una organización de bandera falsa, diseñada para desacreditar al movimiento por la independencia escocesa. Esta teoría se basa en que ciertos documentos de seguridad del gobierno del Reino Unido relacionados con este grupo en la década de 1970 fueron sellados durante 50 años.

## Actividad
En 1983 el SNLA le envió una carta bomba a Diana, princesa de Gales y a la primera ministra Margaret Thatcher. El dispositivo enviado a Thatcher estaba activo, aunque afortunadamente no explotó, y fue abierto por el parlamentario Robert Key. Busby huyó a Dublín, donde fue encarcelado en relación con el atentado de 1997.
En 1993, Andrew McIntosh fue encarcelado durante 12 años por conspirar contra el gobierno para establecer un gobierno separado en Escocia. El Tribunal Superior de Aberdeen escuchó que McIntosh había planeado una campaña de disrupción y miedo que incluía colocar bombas fuera de las oficinas de la industria petrolera y enviar cartas con bombas a la oficina escocesa en Edimburgo . McIntosh cumplió seis años y fue liberado en 1999. Murió en 2004 después de ser arrestado por posesión de armas de fuego.
En el año 2002, la SNLA renovó sus actividades enviándole a Cherie Blair, mujer del entonces primer ministro Tony Blair, un paquete anónimo que contenía un vial etiquetado como 'Aceite de masaje'. Una investigación determino que en realidad contenía ácido cáustico. Paralelamente, se libró una campaña renovada de bombardeos contra políticos escoceses, la cuál llegó a su fin después de que un hombre que decía ser del SNLA hizo una llamada telefónica anónima a la policía en el Scotland Yard de Londres. Según el profesor Paul Wilkinson, "El SNLA ha surgido de vez en cuando". Mientras tanto, Busby  estuvo a punto de ser extraditado a los Estados Unidos para enfrentar cargos terroristas luego de que se descubrieran una serie de correos electrónicos sobre cómo contaminar los suministros de agua que había enviado al país.
En febrero de 2007, se acusó a la  SNLA  de haber participado en el descarrilamiento fatal de Grayrigg de un tren Virgin que viajaba de Londres a Glasgow. Posteriormente, se descubrió que el accidente había sido causado por una falla de puntos y la investigación preliminar indicó que probablemente no hubo sabotaje.
En enero de 2008, dos hombres, Wayne Cook y Steven Robinson, fueron condenados en Mánchester por enviar botellas en miniatura de vodka contaminadas con soda cáustica y  por amenazar con matar a los ingleses 'sin dudarlo ni confabularse' envenenando el suministro de agua del país, haciéndose eco de una amenaza previa en 2006. Las cartas de acompañamiento fueron firmadas 'SNLA'; sin embargo, Cook y Robinson fueron sentenciados a seis años por estos delitos.
En junio de 2009, Adam Busby Jr., hijo del fundador de la organización, fue encarcelado por 6 años por haber enviado paquetes que contenían cartuchos de escopeta y notas amenazantes a figuras políticas, incluyendo  el Primer Ministro Alex Salmond, el MSP de los Demócratas Liberales Mike Rumbles y el Ayuntamiento de Glasgow. Fue relacionado con estos crímenes luego de que las llamadas a periodistas que reclamaban la responsabilidad del SNLA por las acciones fueran rastreadas a su teléfono móvil.
En julio de 2010, Adam Busby Sr. fue condenado a cuatro años de prisión por un tribunal irlandés tras ser declarado culpable de haber realizado amenazas de bomba falsa contra vuelos transatlánticos.

## Organizaciones asociadas
El Scottish Freedom Party (SFP) ha sido descrito como el ala política del SNLA. El SFP y la John MacLean Society se formaron en 1995 por exmiembros y simpatizantes del SNLA. Entre sus principales objetivos buscan revertir la inmigración inglesa a Escocia y promover al gaélico escocés como idioma nacional.